# Системно инженерство
Системно инженерство e интердисциплинарно поле в инженерната наука, което се фокусира върху това как да се проектират и управляват комплексни инженерни проекти през целия техен жизнен цикъл. Въпроси и проблеми като надеждност, логистика, координация на различни отдели (тиймове) (управление на изискванията), оценяващи измервания и други дисциплини, които стават по-сложни, когато се работи с комплексни проекти. Системното инженерство се фокусира върху теми като процеси на работа, модели на оптимизация и средства за риск мениджмънт при такива проекти. То се застъпва с ориентирани около човека дисциплини като инженерство на контролните системи, индустриален инженеринг, организационни изследвания и управление на проекти. Системното инженерство прави така, че да бъдат осигурени всички възможни аспекти на проект или система, които биват разглеждани, и тяхната интеграция в едно цяло.
Терминът системно инженерство (от английски: systems engineering) може да бъде проследен до Лаборатории Бел през 40-те на 20 век . Необходимостта да се идентифицират и управляват отделните характеристики на системата в цялост, което в проектите на комплексното инженерство може да се различава значително от простата сума на характеристиките на отделните части мотивира различни индустрии да прилагат дисциплината .